# Kulawa kaczka
Kulawa kaczka (ang. lame duck) – rozpowszechniony w krajach anglosaskich termin określający polityka, który odchodzi z urzędu, ale dalej go piastuje do czasu wyniesienia swego następcy. W polityce termin ten zaczął być używany w latach 60. XIX wieku.
Z jednej strony możliwości oddziaływania politycznego takiej osoby są zwykle bardzo ograniczone, gdyż mało osób liczy się jeszcze z jej zdaniem, skoro zaraz musi odejść (zwłaszcza w przypadku tych, którzy przegrali wybory). Z drugiej może podejmować decyzje, których by nie podjęła, gdyby mogło to wpłynąć na wyniki wyborów.
Istnieją następujące przypadki stosowania tego terminu:
- Politycy, którzy nie przegrali wyborów, ale którym kończy się limit kadencji (np. Bill Clinton w 2000 roku, Aleksander Kwaśniewski w 2005).
- Politycy, którzy przegrali wybory (np. Jimmy Carter w 1980, Valery Giscard d'Estaing w 1981, George H.W. Bush w 1992, Lech Wałęsa w 1995, Helmut Kohl w 1998, Silvio Berlusconi w 2006, Donald Trump w 2020).
- Politycy, którzy z jakiejś przyczyny nie startowali ponownie (np. Harry S. Truman w 1952, Lyndon B. Johnson w 1968, Johannes Rau w 2004).